# Keijella papuensis
Keijella papuensis is een mosselkreeftjessoort uit de familie van de Trachyleberididae. De wetenschappelijke naam van de soort werd in 1880 als Cythere papuensis gepubliceerd door George Stewardson Brady.